# Honor de cavalleria
Honor de cavalleria és una pel·lícula d'Albert Serra i Juanola estrenada l'any 2006. Fou el segon llargmetratge del director i guionista Albert Serra, i primer estrenat en sales comercials. El film és una aproximació sui generis al Quixot de Cervantes, interpretada per actors no professionals. Presentada a la Quinzena de Realitzadors del Festival de Canes, va tenir una excel·lent acollida de la crítica, tant nacional com internacional.

## Context
Cineastes de l'envergadura de Georg Wilhelm Pabst, Gregori Kozintsev, Orson Welles o Terry Gilliam han ofert (o han intentat oferir en el cas dels dos darrers, que no van poder acabar-les) lectures molt personals del gran clàssic de la literatura de Miguel de Cervantes El ingenioso hidalgo Don Quijote de la Mancha. Ningú, però, ho ha fet amb tant agosarament i radicalitat com Albert Serra a Honor de cavalleria (2006). Nascut a Banyoles l'any 1975 i autor prèviament de Crespià, the film not the village (2003), llargmetratge que no va arribar a les sales comercials, Serra despulla la novel·la dels episodis significatius i centra la mirada en les relacions entre el Quixot i Sancho Panza en el viatge a la recerca d'unes aventures que, probablement, no arribaran mai.

## Anàlisi
El film és un viatge sense enfrontaments, sense acció, sense èpica ni intervals romàntics. De fet, Honor de cavalleria respon a la pregunta que l'espectador de westerns sens dubte s'ha fet alguna vegada: què farien, per exemple, els inseparables amics James Stewart i Walter Brennan de ‘Terres llunyanes' (Anthony Mann, 1955) si no tinguessin un guió que dinamitzi els seus cossos? Doncs farien el que fan els protagonistes del film de Serra: jeure, dormir, menjar a estones, mirar el cel, avançar a poc a poc, com cansats, amb el cavall i la burra, i parlar de tot una mica (de gossos, del temps que fa, de Déu i les gestes que els ha encomanat, etc.). O banyar-se al riu i, després, a la vora, petar la xerrada serenament mentre es cruspeixen unes nous, escena que, sense sortit del western, recorda una de cèlebre de Richard Widmark i James Stewart a Dos cavalquen junts (John Ford, 1961).
Es tracta d'una obra contemplativa i parsimoniosa, ascètica, de respiració lenta i temps morts dilatadíssims, on la natura i els sons (els grills, el vent, l'aigua, les fulles seques…) s'integren harmònicament amb les figures d'innegable aire crepuscular del Quixot i Sancho, regades sovint amb un humor burleta, com el que destil·la l'escena dels cargols després de la pluja.

## Influències
Serra reconeixia la influència d'altres fonts literàries a més de Cervantes, com Tirant lo Blanc, els estudis històrics sobre la cavalleria de Martí de Riquer, Chrétien de Troyes, etc., en la confecció del film, que es va rodar durant els mesos de setembre i octubre del 2005 a diversos indrets de la Garrotxa, el Pla de l'Estany i l'Alt Empordà. I reconeixia, també, l'originalitat dels dos intèrprets, Lluís Carbó i Lluís Serrat:
| «              | Ambdós són actors no professionals, desconeguts, com no professionals eren tots els actors de Robert Bresson, Ermanno Olmi i la majoria de Pier Paolo Pasolini; tres directors, aquests, que juntament amb Jean-Luc Godard, Yazujirö Ozu i Aleksandr Dovzhenko, representen la inspiració de tot l'imaginari cinematogràfic de què es nodreix aquest film i als quals de forma explícita es ret sentit homenatge en diferents moments del guió | » |
| — Albert Serra | |   |

S'hi podria afegir encara, a la llista de parents il·lustres pròxims, el nom de Roberto Rossellini i, molt especialment, del film Francesco, giullare di Dio (1950). A més, el fet que els actors no siguin professionals i les actuacions siguin tant sinceres i poc recarregades acosta al director al mètode de Pier Paolo Pasolini i a l'hiperrealisme del director italià.